# Triatlón en Chile
El Triatlón en Chile, al igual que el deporte en sí, es una disciplina joven que se desarrolla después de la década de 1980. Poco a poco ha ido incrementando sus adeptos a lo largo del país. El deporte es regulado por la Federación Chilena de Triatlón.
La zona en que se concentran las agrupaciones que se dedican a este deporte está en la zona central y sur de Chile, con clubes en Concepción, Temuco, Viña del Mar, Isla de Maipo, Vitacura, Pillán, Las Condes, Universidad de Chile y el Club Deportivo Universidad Católica; este último es el de más prestigio y que agrupa a los mejores triatletas del país. En el norte este deporte es de escasa práctica, a excepción de clubes que hay en Arica, Antofagasta y La Serena.

## Competencias

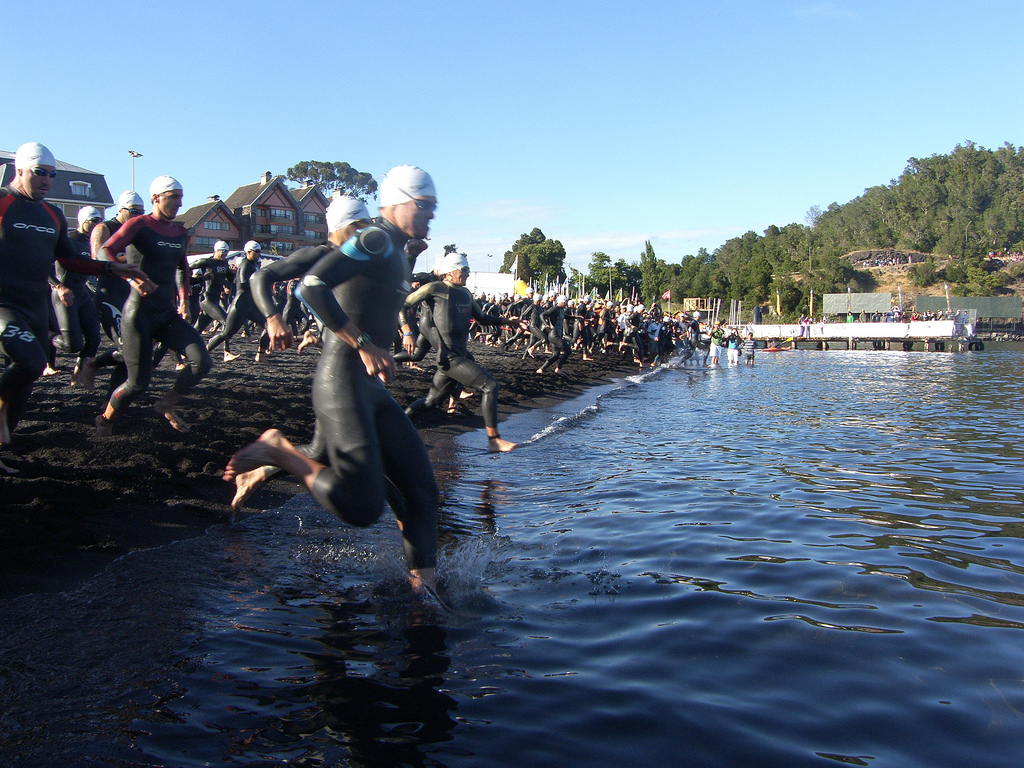
Ironman 70.3 Pucón 2009 (Partida)

En Chile, actualmente las carreras de triatlón se realizan durante todo el año, y una de las más destacada es la que se realiza a finales de mayo en Rapa Nui (Isla de Pascua). Además en invierno es común ver en el país, otras modalidades del deporte combinado, sobre todo el "duatlón", que consta de carrera a pie y ciclismo.
Debido a la gran variedad de paisajes que entrega la geografía de Chile, se realizan pruebas desde Arica hasta Punta Arenas, incluyendo incluso la Isla de Chiloé. Algunos escenarios de estas carreras son Arica, Antofagasta, Iquique, Bahía Inglesa, La Serena, Coquimbo, Puerto Velero, Papudo, Valparaíso, Viña del Mar, la Laguna de Aculeo, Lican Ray, Santiago, Concepción, Talcahuano, Valdivia, Pucón, Villarrica, Puerto Varas, Chiloé y Punta Arenas. En Chile a su vez se corren importantes carreras que forman parte del circuito mundial de la Unión Internacional de Triatlón desde hace varios años, otorgando puntaje para clasificar a los Juegos Olímpicos en esta disciplina, lo que trae la presencia de gran cantidad de triatletas internacionales. Las competencias que se realizan en el norte, Arica e Iquique, además de chilenos cuentan con la participación de atletas que viajan desde los países cercanos como Perú y Bolivia.
Entre las carreras de larga distancia efectuadas en el país, están todas las carreras del Norte, el Medio Ironman de Piedra Roja, realizada en Santiago y que se orígino de una carrera más corta; también el Medio Ironman de Puerto Varas, el de Puerto Velero, y el más importante, el Ironman 70.3 Pucón Chile, realizado en la ciudad homónima.

### Ironman 70.3 Pucón

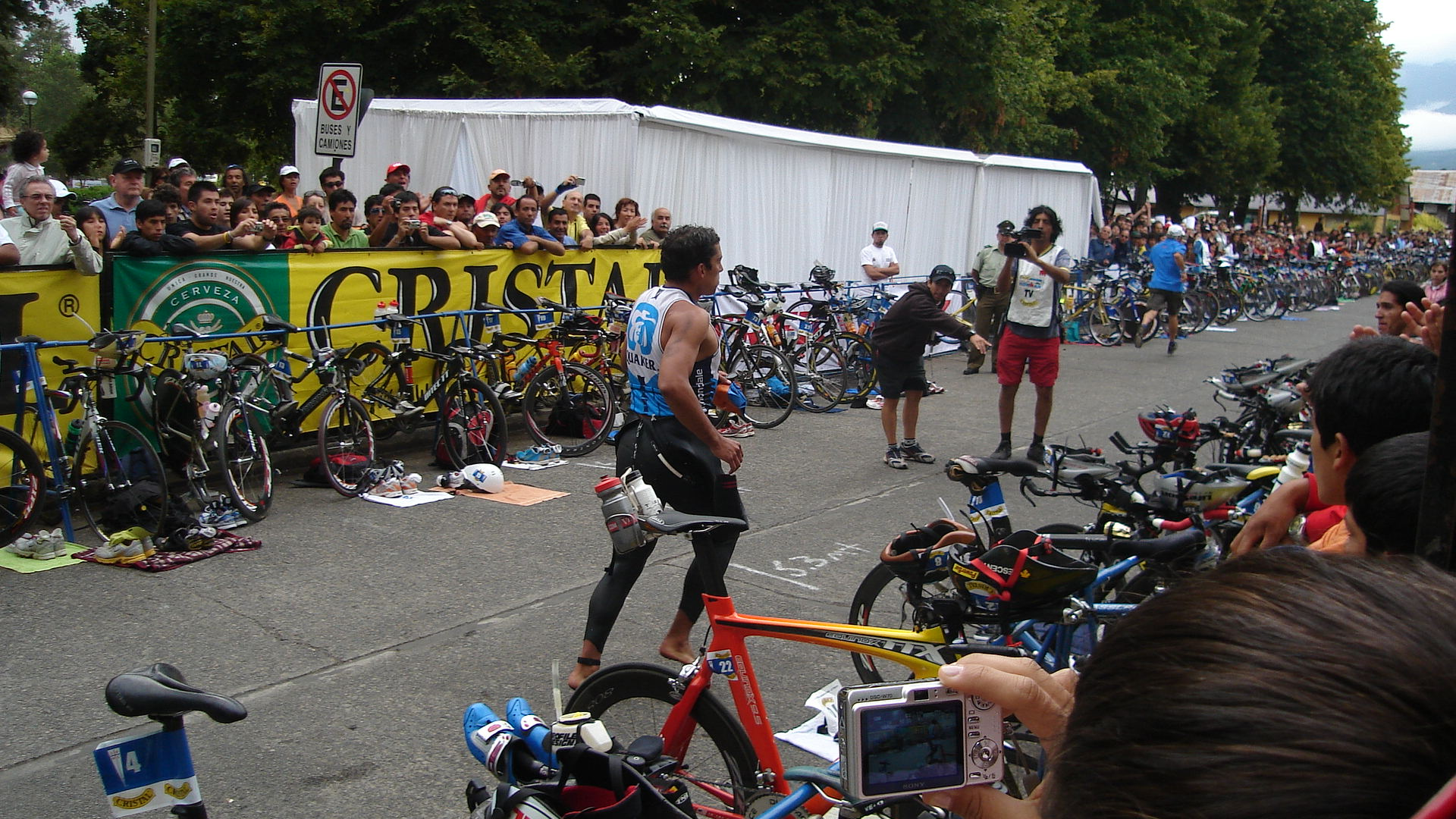
Felipe Van de Wyngard saliendo primero de la natación en el Half Ironman de Pucón 2007

En 1984 se realiza el primer triatlón en Chile, en la Laguna Carén, bajo la dirección de Rafael Quiroga y José Luis Koifman, logrando alcanzar los 150 inscritos, prueba en la que participó Cristián Bustos y Claudia Cortés, quien ganó el certamen en categoría de mujeres. Pero dos años después, se decide trasladar esta carrera hacia el sur, por parte del Gerente de Ventas del Hotel Pucón.
Este evento que actualmente contempla 1900 m de natación, 90 km de ciclismo, y 21 km de pedestrismo, fue el primer triatlón realizado en Chile (bajo el nombre de Half Ironman de Pucón), iniciado en el año 1986, pero bajo la distancia Sprint (750 m de natación, 20 km de ciclismo y 5 km de trote). En 1988 el reportero estadounidense C.J. Olivares, escribió a la revista Thriatlete Magazine, acerca del evento y la belleza del entorno que lo rodeaba, y como había cautivado a los competidores que año a año competían por la belleza de los parajes. Desde ese momento la carrera cambió su distancia a 1600 m de natación, 64 km de ciclismo y 16 km de trote. Sin embargo era difícil captar triatletas internacionales, pero a partir del momento en que participó el legendario y ganador seis veces en el Ironman de Hawái, Mark Allen, atrajo la atención mundial al evento que se convertiría en un "Medio Ironman" (inglés: Half Ironman) de alta calidad y participación internacional hasta la actualidad.
En el año 2007, esta carrera pasó a formar parte del circuito mundial del Ironman, pasando a llamarse Ironman 70.3 Pucón Chile , lo que significa que este evento formara parte de los 20 fechas del circuito mundial que finaliza con Ironman de Florida en USA, entregando 30 cupos para el Campeonato Mundial de Clearwater. Se espera que aumenten la cantidad de competidores en los siguientes años, sobre todo de triatletas profesionales.
Algunos atletas conocidos que han participado de este evento están Mark Allen, Chris McCormack, Peter Raid, Cameron Widoff, Tony DeBoom Michel Lovato], los brasileros Leandro Macedo y Reinaldo Colucci, los argentinos Oscar Galíndez, Eduardo Sturla y el italo-argentino Daniel Fontana, y los chilenos Cristián Bustos y Matías Brain. Entre las mujeres que han corrido en Pucón están Lori Bowden, Heather Fuhr, Paula Newby-Fraser, Joanne King, Sian Welch y Wendy Ingraham, y las chilenas Claudia Cortéz y Bernardita Grass.

## Personas destacadas

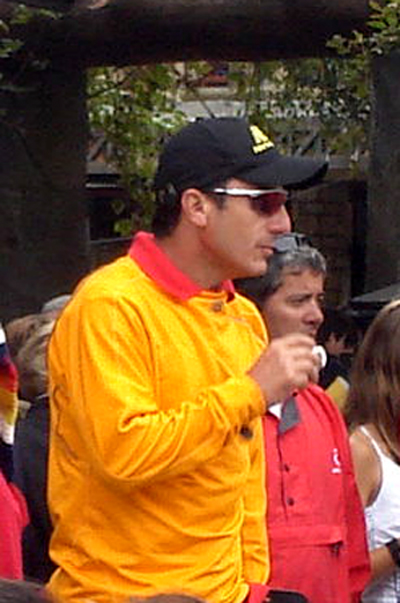
Cristián Bustos en 2007

El gran triatleta del deporte chileno ha sido Cristián Bustos, que llegó a ser uno de los mejores del mundo, con su mayor logro al conseguir el segundo lugar en el Ironman de Hawái de 1992 y otros como el récord en el Ironman de Alemania 1993, Canadá 1998 y Brasil 1989. También destaca Matias Brain, el triatleta que obtuvo varias victorias nacionales en la década de 1990' y participó en los Juegos Olímpicos de Sídney 2000. En mujeres, una de las más destacadas fue Claudia Cortéz.
Actualmente el triatleta Felipe van de Wyngard, es el mejor exponente en la distancia olímpica en el panorama nacional. Hay también otros atletas importantes a nivel nacional, como Mauricio Olivares y Benjamín Munizaga, quienes corren distancia olímpica; en distancia Ironman y 1/2 Ironman destacan Pablo Safrana, Edgardo Opazo y Michele Uteau.
En damas, Bárbara Riveros es actualmente la Triatleta Chilena más destacada. Es la mejor chilena en distancia Olímpica, quien lidera el ranking panamericano de la ITU, y fue la mejor latinoamericana en los Juegos Olímpicos de Pekín 2008. En el Campeonato Mundial de Triatlón 2010, obtuvo el primer lugar durante la primera fecha del campeonato disputado en Sídney y se convirtió en la primera latinoamericana en obtener este logro. En la segunda fecha obtuvo el segundo lugar, detrás de la Suiza Daniela Ryf, prueba disputada en Seúl. Participó en los Juegos Olímpicos de Londres 2012 y Río 2016, quedándose con el 16° y 5° puesto respectivamente.